# Just Fontaine
Just Fontaine (Marrakech, 18 de agosto de 1933-Toulouse, 1 de marzo de 2023) fue un futbolista francés que jugaba como delantero, considerado como uno de los mejores futbolistas históricos del fútbol galo. Lidera la clasificación de máximos goleadores en una sola edición de las copas del mundo al anotar trece goles en el Mundial de Suecia 1958. En el citado año, fue galardonado con el Balón de Bronce.

## Carrera como jugador

### Inicios de su carrera futbolística
De padre francés y madre española, nació en Marrakech, Marruecos, y años después se trasladó a Casablanca. Just Fontaine jugó al fútbol para el AS Marrakech en cadete y júnior. Sus ídolos son Larbi Ben Barek y Mario Zatelli. Estudió en el Lyautey High School en Casablanca, donde aprobó su bachillerato.
Fue en el Casablanca marroquí donde hizo su debut en el nivel sénior, de 1950 a 1953. Luego, fue seleccionado varias veces con el equipo que representa a la liga marroquí. Ganó el Campeonato del Norte de África en 1952.

### Brote en OGC Niza
Descubierto por Mario Zatelli, exjugador de la selección marroquí convertido en entrenador, Just Fontaine fue reclutado por el OGC Niza en 1953, a la edad de veinte años. Fue seleccionado por primera vez con el equipo de Francia el 17 de diciembre de 1953, anotó 3 goles contra Luxemburgo (8-0). Pero esta selección siguió siendo la única durante mucho tiempo.
Durante la guerra de independencia de Argelia, completó treinta meses de servicio militar en el Batallón Joinville. Fue capitán del equipo francés que se clasificó para la Copa Mundial Militar de fútbol de 1957 en Argentina. Será liberado seis meses antes de la fase final y no participará en la aventura de sus compañeros que serán campeones del mundo. También jugó partidos de la liga de rugby, y entrenó con los treizistes con los que compitió en los penaltis.
Entre 1953 y 1956, ganó con Niza la Copa de Francia en 1954 y el título de campeón de Francia en 1956. Durante estas tres temporadas, anotó cuarenta y dos goles en la liga.

### Confirmación en el Stade de Reims
En 1956, Just Fontaine se unió al Stade de Reims, que acababa de perder a su mejor jugador Raymond Kopa, que se había ido al Real Madrid. El 7 de octubre de 1956, hizo su regreso al equipo de Francia, en un partido contra el Hungarian Golden Eleven, que jugó allí su último partido antes del Levantamiento de Budapest.
En Reims, Fontaine encontró su lugar perfectamente. En 1958 ganó el Campeonato de Francia, del que fue de lejos el máximo goleador con treinta y cuatro goles, y la Copa de Francia, en la que anotó en la final contra Nimes.

### Copa Mundial de Fútbol de 1958 en Suecia
En el equipo de Francia, Just Fontaine es considerado el reemplazo de jugadores más experimentados, como Thadée Cisowski y su compañero de equipo en Reims René Bliard. Sus lesiones en Suecia le permitieron jugar los dos partidos de preparación para la Copa Mundial de 1958 y entrar en el torneo como titular, junto con Raymond Kopa y Roger Piantoni, su compañero en el Stade de Reims.
En el primer partido, donde los franceses ganaron por un amplio margen sobre Paraguay 7-3, Just Fontaine anotó un triplete. En el segundo partido contra Yugoslavia, Francia perdió 3-2 a pesar de un doblete de Fontaine. El tercer partido fue ganado por Francia 2-1 contra Escocia con otro gol de Just Fontaine. Los cuartos de final se ganaron fácilmente contra Irlanda del Norte 4-0, con dos goles más de Fontaine. En la semifinal contra Brasil, empató rápidamente antes de que el lateral francés Robert Jonquet se lesionara. Los franceses concedieron un triplete del joven Pelé y perdieron (2-5). En el partido por el tercer lugar contra Alemania Occidental, Fontaine anotó un póker, y Francia ganó 6-3.
Con trece goles, tiene el récord del número de goles marcados en una sola fase final de la Copa del Mundo (por delante del húngaro Sándor Kocsis, que anotó once goles en 1954). Al final del año, apareció en tercer lugar en el Balón de Oro de Francia Fútbol premiando al mejor jugador europeo del año, detrás de su compatriota Raymond Kopa y el alemán Helmut Rahn.

## Últimos títulos y lesiones
De vuelta en el Stade de Reims, Just Fontaine llegó a la final de la Copa de Europa de clubes campeones en 1959 pero cayó ante el Real Madrid, tricampeón defensor (0-2). Es el máximo goleador de la competición con diez goles. Ganó el campeonato de Francia, en 1960, donde volvió a ser el máximo goleador.
Con un triplete ante Portugal (5-3), el 11 de noviembre de 1959, en Colombes, Fontaine elevó su total con la selección francesa a 22 goles, superando el récord que ostentaba Jean Nicolas desde 1938. Es el máximo goleador de la clasificación para la Copa de Europa de Naciones de 1960 con cinco goles, contribuyendo a la clasificación de los blues para la fase final.
Desafortunadamente, Fontaine fue víctima el 20 de marzo de 1960 de una doble fractura en la pierna izquierda ante el Sochaux tras un choque ante el extremo marfileño Sékou Touré. Se pierde el final de temporada con el Reims y la Copa de Europa de Naciones, de la que Francia es eliminada en semifinales por Yugoslavia. Apenas recuperado, sufrió una nueva fractura en la pierna izquierda ante el Limoges el 1 de enero de 1961. Tras dos temporadas punteadas, que le permitieron registrar un nuevo título de campeón de Francia en su palmarés de 1962, disputó su último partido en julio del mismo año, con veintiocho años.
Just Fontaine marcó 164 goles en 200 partidos de la liga francesa (una media de 0,82 goles por partido). Fue 2 veces máximo goleador del campeonato francés, en 1958 y 1960, y 2 veces segundo, en 1957 y 1959. En la selección de Francia, anotó treinta goles en veintiún selecciones.

## Entrenador
Tras su jubilación como jugador, Fontaine obtiene su diploma de entrenador en 1962 siendo el mejor estudiante de su promoción. Fue por un tiempo breve seleccionador del equipo nacional de Francia en 1967, durante solo dos partidos: contra Rumanía y Unión Soviética, ambos derrotados, por lo que fue reemplazado.
Fue posteriormente entrenador del club de aficionados de Bagnères-de-Luchon. Se unió después al US Toulouse cuando fue creado, a título de reclutador. En 1973 integró el PSG, primero como director técnico y después como entrenador principal desde 1975 hasta 1976. En 1974, Fontaine llevó al club a primera división. Las intensas emociones tras el partido que les aseguro este ascenso le generaron un paro cardíaco leve. Después entrenó al US Toulouse durante la temporada 1978-1979 en segunda división, con quien tuvo resultados mitigados: 14 victorias frente a 15 derrotas. 
De 1979 a 1981, fue seleccionador del equipo nacional de fútbol de Marruecos. Pero no fue él quien llevó al equipo a la tercera posición de la Copa Africana de Naciones (CAN). Fue víctima de un accidente de coche, varios días antes del comienzo de la competición. El último partido de su carrera de entrenador fue contra Camerún en una eliminatoria del Mundial de España 82, saldado con una derrota a 0-2 de Marruecos.

## Premiado por la FIFA
Fue nombrado por Pelé y la FIFA como unos de los mejores ciento veinticinco futbolistas de la historia en marzo de 2004. También fue elegido como el mejor futbolista francés en los últimos cincuenta años por la Federación Francesa de Fútbol en 2003.

## Fundador
Junto con Eugène N'Jo Léa, fundó la Unión Nacional de Futbolistas Profesionales de Francia en 1961.

## Selección nacional

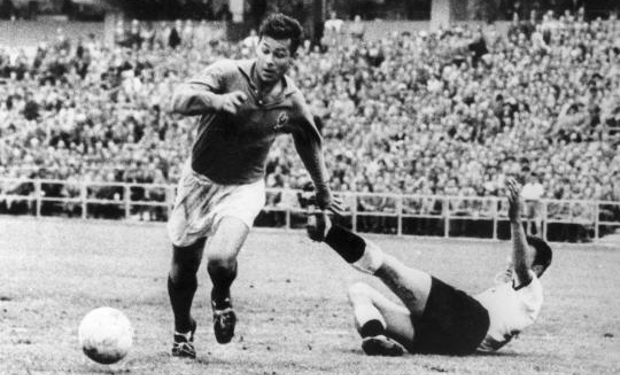
Fontaine durante un partido con en el Mundial de 1958

Con la selección de Francia, Fontaine obtuvo registros igual de impresionantes. En su primer partido, el 17 de diciembre de 1953, anotó una tripleta en el triunfo de Francia 8-0 sobre Luxemburgo. En siete años con la selección, anotó treinta goles en veintiún partidos.
Tuvo una destacada actuación en el Mundial de 1958, al conseguir trece goles en seis partidos, «Just era el delantero que se adaptaba perfectamente a mi juego. Él percibía perfectamente lo que yo hacía, y yo estaba seguro de encontrarlo al otro lado de mis regates», explica Raymond Kopa, elegido mejor jugador de Suecia 1958, una edición que también representó el debut de otro genio, Pelé, quien iba sin prisa pero sin pausa.
Y según fueron transcurriendo los partidos, crecieron los goles de Fontaine: 3 contra Paraguay (7-3), 2 contra Yugoslavia (2-3), 1 frente a Escocia (2-1), 2 contra Irlanda del Norte (4-0), 1 contra Brasil (2-5) y 4 ante la anterior campeona del mundo, RFA (Alemania Federal) (6-3), en la final de consolación (3.er puesto). Logró así conseguir la Bota de Oro en dicho torneo, gracias a sus trece goles: un récord único, ya que es la mayor cantidad de goles anotados por un jugador en una misma Copa Mundial de Fútbol.

## Reconversión

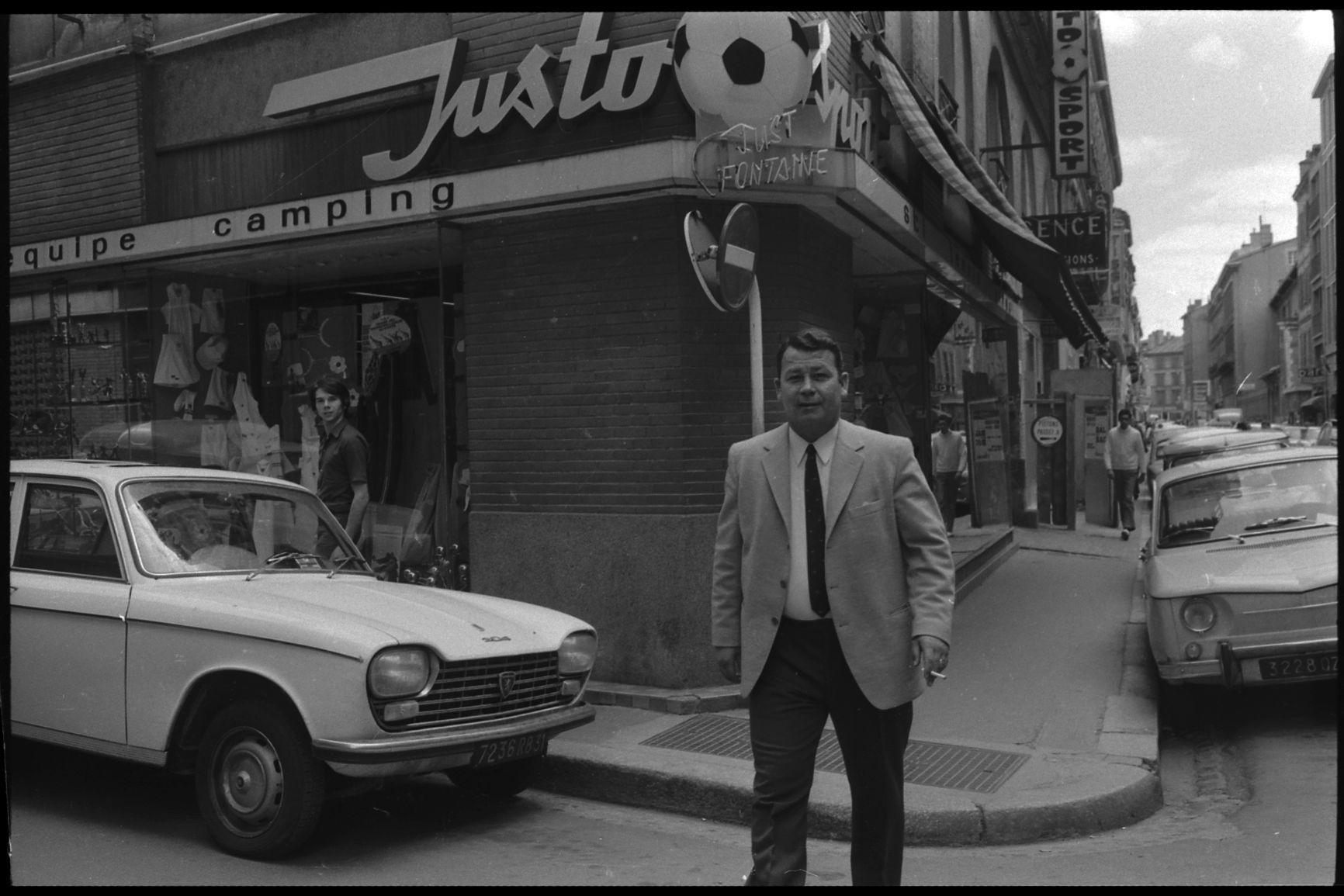
Just Fontaine y su tienda Justo

En 1965 se instaló en Toulouse, donde abrió dos tiendas llamadas Justo Sport, que cerraron en 1986 y 1990. Poseía también dos tiendas Lacoste ubicadas una en el barrio de Saint-Georges en el centro de Toulouse y la otra en Portet sur Garonne. Fue asesor en el Mundial 1978 para el canal TF1 y pronosticador para el semanal de apuestas deportivas Lotofoot Magazine.

## Muerte
Just Fontaine murió el 1 de marzo de 2023, a la edad de 89 años, en Toulouse, donde residía.

## Estadísticas

### Clubes
Datos actualizados a fin de carrera deportiva.
| U. S. Marocaine Marruecos | 1950-51       | 1.ª           | 16  | 23  | -  | -  | - | -  | 16  | 23  | 1.44 |
| U. S. Marocaine Marruecos | 1951-52       | 1.ª           | 10  | 17  | -  | -  | - | -  | 10  | 17  | 1.70 |
| U. S. Marocaine Marruecos | 1952-53       | 1.ª           | 22  | 22  | -  | -  | - | -  | 22  | 22  | 1.00 |
| U. S. Marocaine Marruecos | Total club    | Total club    | 48  | 62  | 0  | 0  | 0 | 0  | 48  | 62  | 1.29 |
| O. G. C. Niza Francia | 1953-54       | 1.ª           | 24  | 17  | 7  | 3  | - | -  | 31  | 20  | 0.65 |
| O. G. C. Niza Francia | 1954-55       | 1.ª           | 28  | 20  | 4  | 2  | - | -  | 32  | 22  | 0.69 |
| O. G. C. Niza Francia | 1955-56       | 1.ª           | 17  | 5   | 3  | 4  | - | -  | 20  | 9   | 0.45 |
| O. G. C. Niza Francia | Total club    | Total club    | 69  | 42  | 14 | 9  | 0 | 0  | 83  | 51  | 0.61 |
| Stade de Reims Francia | 1956-57       | 1.ª           | 31  | 30  | 1  | 1  | - | -  | 32  | 31  | 0.97 |
| Stade de Reims Francia | 1957-58       | 1.ª           | 26  | 34  | 6  | 5  | - | -  | 32  | 39  | 1.22 |
| Stade de Reims Francia | 1958-59       | 1.ª           | 32  | 24  | 3  | 2  | 7 | 10 | 42  | 36  | 0.86 |
| Stade de Reims Francia | 1959-60       | 1.ª           | 28  | 28  | 2  | 2  | - | -  | 30  | 30  | 1.00 |
| Stade de Reims Francia | 1960-61       | 1.ª           | 7   | 4   | -  | -  | 1 | -  | 8   | 4   | 0.50 |
| Stade de Reims Francia | 1961-62       | 1.ª           | 7   | 2   | 1  | 3  | - | -  | 8   | 5   | 0.63 |
| Stade de Reims Francia | Total club    | Total club    | 131 | 122 | 13 | 13 | 8 | 10 | 152 | 145 | 0.95 |
| Total carrera | Total carrera | Total carrera | 248 | 226 | 27 | 22 | 8 | 10 | 283 | 258 | 0.91 |
| (1) Resaltados los goles que le proclamaron máximo goleador del campeonato y/o las temporadas como Balón de Oro. (2) Incluye datos de Coupe de France (1953-62); Coupe Charles Drago (1958-59). (3) Incluye datos de la Copa de Europa (1958-61) (4) No incluye goles en partidos amistosos. |               |               |     |     |    |    |   |    |     |     |      |

### Selección

#### Participaciones en fases finales
| Torneo              | Sede    | Resultado    | Partidos | Goles |
| ------------------- | ------- | ------------ | -------- | ----- |
| Copa del Mundo 1958 | Suecia  | Tercer lugar | 6        | 13    |
| Eurocopa 1960       | Francia | Cuarto lugar | 4        | 8     |

#### Goles como internacional absoluto
| Goles en la Copa del Mundo | Goles en la Copa del Mundo | Goles en la Copa del Mundo   | Goles en la Copa del Mundo | Goles en la Copa del Mundo | Goles en la Copa del Mundo | Goles en la Copa del Mundo |
| #                          | Fecha                      | Lugar                        | Rival                      | Gol                        | Resultado                  | Edición                    |
| -------------------------- | -------------------------- | ---------------------------- | -------------------------- | -------------------------- | -------------------------- | -------------------------- |
| 1                          | 8 de junio de 1958         | Idrottsparken, Norrköping    | Paraguay                   | 1-1                        | 7-3                        | Suecia 1958                |
| 2                          | 8 de junio de 1958         | Idrottsparken, Norrköping    | Paraguay                   | 2-1                        | 7-3                        | Suecia 1958                |
| 3                          | 8 de junio de 1958         | Idrottsparken, Norrköping    | Paraguay                   | 5-3                        | 7-3                        | Suecia 1958                |
| 4                          | 11 de junio de 1958        | Estadio Arosvallen, Västerås | Yugoslavia                 | 0-1                        | 3-2                        | Suecia 1958                |
| 5                          | 11 de junio de 1958        | Estadio Arosvallen, Västerås | Yugoslavia                 | 2-2                        | 3-2                        | Suecia 1958                |
| 6                          | 15 de junio de 1958        | Estadio Eyravallen, Örebro   | Escocia                    | 2-0                        | 2-1                        | Suecia 1958                |
| 7                          | 19 de junio de 1958        | Idrottsparken, Norrköping    | Irlanda del Norte          | 2-0                        | 4-0                        | Suecia 1958                |
| 8                          | 19 de junio de 1958        | Idrottsparken, Norrköping    | Irlanda del Norte          | 3-0                        | 4-0                        | Suecia 1958                |
| 9                          | 24 de junio de 1958        | Estadio Råsunda, Estocolmo   | Brasil                     | 1-1                        | 2-5                        | Suecia 1958                |
| 10                         | 28 de junio de 1958        | Estadio Ullevi, Gotemburgo   | Alemania Federal           | 0-1                        | 3-6                        | Suecia 1958                |
| 11                         | 28 de junio de 1958        | Estadio Ullevi, Gotemburgo   | Alemania Federal           | 1-3                        | 3-6                        | Suecia 1958                |
| 12                         | 28 de junio de 1958        | Estadio Ullevi, Gotemburgo   | Alemania Federal           | 2-5                        | 3-6                        | Suecia 1958                |
| 13                         | 28 de junio de 1958        | Estadio Ullevi, Gotemburgo   | Alemania Federal           | 3-6                        | 3-6                        | Suecia 1958                |

### Entrenador
| Club                               | País      | Año       |
| ---------------------------------- | --------- | --------- |
| Seleccionado Nacional de Francia   | Francia   | 1967      |
| Bagnères-de-Luchon SP              | Francia   | 1968-1969 |
| París Saint-Germain                | Francia   | 1973-1976 |
| Toulouse FC                        | Francia   | 1978-1979 |
| Seleccionado Nacional de Marruecos | Marruecos | 1979-1981 |

## Palmarés

### Campeonatos nacionales
| Título               | Club           | País    | Año     |
| -------------------- | -------------- | ------- | ------- |
| Copa de Francia      | OGC Niza       | Francia | 1953-54 |
| Ligue 1              | OGC Niza       | Francia | 1955-56 |
| Ligue 1              | Stade de Reims | Francia | 1957-58 |
| Copa de Francia      | Stade de Reims | Francia | 1957-58 |
| Supercopa de Francia | Stade de Reims | Francia | 1958    |
| Ligue 1              | Stade de Reims | Francia | 1959-60 |
| Supercopa de Francia | Stade de Reims | Francia | 1960    |
| Ligue 1              | Stade de Reims | Francia | 1961-62 |

### Distinciones individuales
| Distinción                                                               | Año              |
| ------------------------------------------------------------------------ | ---------------- |
| Goleador de la Ligue 1                                                   | 1957-58, 1959-60 |
| Bota de Oro Copa Mundial FIFA (13 tantos)                                | 1958             |
| Incluido en el Equipo estelar de la Copa Mundial de la FIFA              | 1958             |
| Balón de Bronce                                                          | 1958             |
| Goleador de la Liga de Campeones de la UEFA (10 tantos)                  | 1958-59          |
| Orden del Mérito de la FIFA                                              | 1994             |
| Elegido entre los 100 jugadores del siglo XX por la revista World Soccer | 1999             |
| Premio Golden Foot Leyenda del Fútbol                                    | 2003             |
| Galardonado como uno de los FIFA 100                                     | 2004             |
| Jugador de oro de la UEFA                                                | 2004             |
| Trofeo especial UNFP                                                     | 2008             |
| Trofeo de honor UNFP                                                     | 2011             |
| Investido en el Salón de la Fama del Fútbol Internacional                | 2012             |

### Condecoraciones
| Distinción                    | Año  |
| ----------------------------- | ---- |
| Oficial de la Legión de Honor | 2013 |